# Rolf Schafstall
Rolf Schafstall (Duisburg, 1937. február 22. – Krefeld, 2018. január 30.) német labdarúgó, edző.

## Pályafutása

### Játékosként
1950-ben a Hamborn 07 korosztályos csapatában kezdte a labdarúgást, ahol 1955-ben mutatkozott be az első csapatban. 1963 és 1969 között az SSV Reutlingen labdarúgója volt.

### Edzőként
1976-ban az MSV Duisburg vezetőedzőjeként kezdte edzői pályafutását. Az 1977–78-as idényben a Karlsruher SC, a követközőben ismét a duisburgi csapat szakmai munkáját irányította. Ebben az idényben az UEFA-kupában az elődöntőig jutott a csapattal, ahol a későbbi győztes Borussia Mönchengladbach verte ki őket. A duisburgi csapat a negyeddöntőben a Honvédot búcsúztatta. 1979 és 1981 között a Rot-Weiß Essen, 1982 és 1986 között a VfL Bochum, 1986-87-ben a Schalke 04, 1987 és 1989 között a Bayer 05 Uerdingen, 1989-90-ben a VfL Osnabrück vezetőedzője volt. 1991-ben ideiglenesen ismét a Vfl Bochumnál dolgozott. 1991-92-ben a Fortuna Düsseldorf, 1992-ben a Stahl Brandenburg, 1992-93-ban a Stuttgarter Kickers, 1993 és 1995 között a Hannover 96 csapatánál tevékenykedett. Ezt követően már csak két alkalommal vállalt vezetőedzői állást. 1999 február-márciusában a Dynamo Dresden, 2001-ben a VfL Bochum ideiglenes vezetőedzője volt.